# Adolphe (romanzo)
Adolphe è un romanzo scritto da Benjamin Constant nel 1816. L'autore finge che sia ritrovato in un albergo di Cosenza tra le carte di uno sconosciuto e dice che vuole pubblicarlo per indicare come i percorsi tragici della vita possano portare ad inaridire il cuore. Con questo stratagemma evita di mettersi in gioco con le proprie passioni e allo stesso tempo può riuscire a liberarle maggiormente in quanto non lo riguardano direttamente.
Con il suo essere annoiato, distratto e triste e allo stesso tempo avido di conoscenza e di piacere e inquieto, il protagonista si offre come modello di romanticismo. Egli scava continuamente dentro di sé, analizzando senza ironia i propri sentimenti con profondità e individualismo inaspettati per il tempo, nonostante alcuni precursori quali Jacques-Henri Bernardin de Saint-Pierre, Étienne Pivert de Senancour, Madame de Staël o François-René de Chateaubriand, che però raccontano piuttosto la nascita dell'amore, mentre Constant si tiene per sé più il suo disfacimento e come tema centrale la fine dell'amore.
Dal romanzo nel 1909 fu tratta l'opera per canto e pianoforte, Héllera, con libretto di Luigi Illica dalla riduzione di Ugo Solazzi, per la musica di Italo Montemezzi.
Il libro è anche al centro della trama del film francese Cena tra amici (2012), in cui il nome Adolphe viene accostato ad Adolf (Hitler) in una rocambolesca serie di malintesi e spassosi colpi di scena.

## Trama
Arido e scettico, Adolphe, terminati gli studi, conosce Ellénore, avvenente amante del conte di P*** da cui ha avuto due figli.
Senza esserne realmente innamorato, o piuttosto vivendo l'amore stesso con scetticismo, tuttavia la conquista. Ma quando Ellénore gli sacrifica tutto, figli, denaro e reputazione, comincia a sentirsi prigioniero e incompreso, e decide di allontanarsi da lei.
Il padre di Adolphe gli chiede di rientrare e dopo due mesi Ellénore lo raggiunge. Per pietà e per debolezza Adolphe non riesce a lasciarla, ma non è neanche capace di corrisponderle con sincera passione. Allorché la donna parte per la Polonia, egli la segue. 
Adolphe pensa spesso alla morte, con riflessioni dolorose e una strana costante calma davanti a tutto.
Un amico di suo padre, il barone di T***, ministro in Polonia, si fa promettere che romperà la relazione che non gli fa onore. Ma Adolphe esita: il barone allora confida ad Ellénore la promessa di Adolphe. Affranta, la donna muore a poco a poco. Adolphe si ritrova libero, ma condannato, per tutta la vita, dal rimorso e dalla solitudine.
Alla fine del libro, l'autore torna a prendere le distanze da Adolphe, tuttavia c'è chi vi ha voluto leggere tra le righe la sua storia d'amore con una certa Anna Lindsay.

## Edizioni italiane
- trad. anonima per l'ed. Vignozzi, Livorno, 1835
- trad. anonima[1] in  Adolfo, collana Piccola Collezione Amena, Napoli, Casa Editrice E. Pietrocola, 1890, SBN CUB0208436.
- trad. Aristide Polastri, Sonzogno, Milano, 1903
- trad. anonima per l'ed. Amena Quattrini, 1914
- trad. Lavinia Mazzucchetti, Istituto editoriale italiano, Milano, 1917
- trad. Massimo Bontempelli, Ed. Bietti, Milano 1923; SE, Milano, 1988
- trad. Maria Ortiz, Sansoni, Firenze, 1923
- trad. Francesco Flora, Treves-Treccani-Tumminelli, Roma-Milano, 1932
- trad. Giulia Gerace, Utet, Torino, 1933; n. ed. a cura di Stefano De Simone, ivi, 1972
- trad. Enrico Emanuelli, Ed. Colombo, Roma, 1944
- trad. Carlo Cordié, Leonardo, Milano, 1944; ESI, Napoli, 1964
- trad. Piero Bianconi, BUR, Milano 1953
- trad. Luigi Galeazzo Tenconi, Leda, Milano, 1963
- trad. Lisa Tullio, Curcio, Roma, 1977
- trad. Teresa Cremisi, Garzanti, Milano 1979
- trad. Oreste Del Buono, Einaudi, Torino, 1985

## Adattamenti cinematografici
- La meravigliosa amante di Adolphe (Adolphe, ou l'âge tendre), regia di Bernard Toublanc-Michel (1968)
- Adolphe, regia di Benoît Jacquot (2002)